# كريستوفر نيلسن (دراج)
كريستوفر نيلسن (بالدنماركية: Kristoffer Gudmund Nielsen)‏ هو دراج دنماركي، ولد في 20 مايو 1985 في Brønshøj ‏ في الدنمارك.

## وصلات خارجية
- كريستوفر نيلسن على موقع الاتحاد الدولي للدراجات (الإنجليزية)
- كريستوفر نيلسن على موقع أرشيف الدراجات (الإنجليزية)
- كريستوفر نيلسن على موقع إحصائيات الدراجات الإحترافية (الإنجليزية)
- كريستوفر نيلسن على موقع نسبة الدراجات (الإنجليزية)